# Dilobocondyla rugosa
Dilobocondyla rugosa  (лат.) — вид муравьёв (Formicidae) рода Dilobocondyla из подсемейства Myrmicinae. 

## Распространение
Юго-восточная Азия: Филиппины (остров Лусон).

## Описание
Мелкие мирмициновые муравьи. Длина тела составляет 3,9—4,3 мм, длина головы — 1,1 мм (ширина — 1,02—1,09). Задний край головы вогнутый. Основная окраска тела чёрная (кроме желтых скапус усика, основания брюшка и лапок; жвалы желтовато-коричневые; жгутик усика и верхняя часть ноги коричневые). Усики самок и рабочих 12-члениковые с булавой из 3 члеников (у самцов усики 13-члениковые). Имеют 4 максиллярных щупика и 3 лабиальных. Жвалы бороздчатые, с 6 зубцами на жевательном крае. Голова массивная, задние боковые края угловатые. Пронотум с боковыми зубцами на плечевых выступах. Заднегрудка невооружённая, без проподеальных зубцов или шипиков. Стебелёк между грудкой и брюшком состоит из двух члеников: петиолюса и постпетиолюса (последний четко отделен от брюшка), жало развито, куколки голые (без кокона). Вид был впервые описан в 2013 году австрийскими энтомологами Хербертом Зеттелем (Herbert Zettel; Naturhistorisches Museum Vienna, Вена, Австрия) и Харальдом Брукнером (Harald Bruckner).